# Jung Chang
Dans ce nom chinois, le nom de famille, Jung, précède le nom personnel.
Jung Chang (chinois traditionnel : 張戎, chinois simplifié : 张戎, pinyin : Zhāng Róng), de son vrai nom Chang Erhong, est une écrivaine d'origine chinoise, née le 25 mars 1952 à Yibin, dans la province du Sichuan, en Chine. Elle a rédigé une autobiographie, Les Cygnes sauvages, et est la coautrice d'une biographie de Mao Zedong : Mao : l'histoire inconnue.

## Biographie

### En Chine, 1952-1978

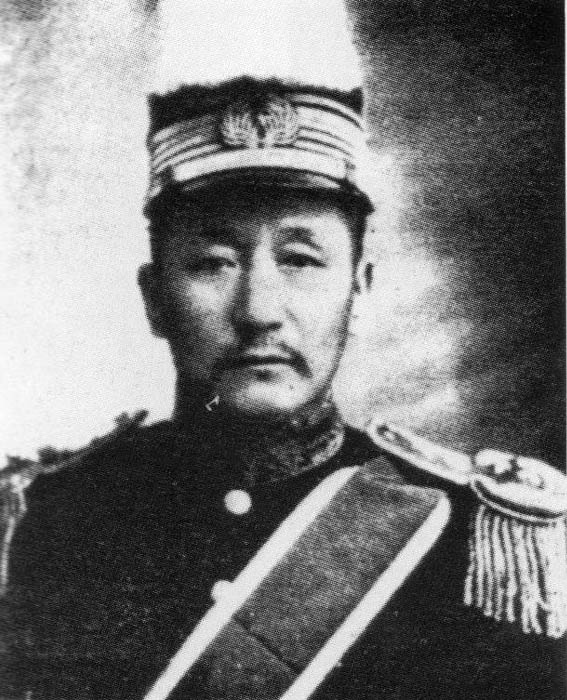
, seigneur de la guerre et grand-père de Jung Chang.

Jung Chang est la petite-fille d'un seigneur de la guerre chinois et d'une concubine. Ses deux parents sont des membres du Parti communiste chinois (PCC) : elle vit son enfance et son adolescence au moment où Mao Zedong dirige la Chine.
Peu atteinte par le Grand Bond en avant, elle est en revanche victime de la révolution culturelle. À 14 ans, elle devient garde rouge, puis elle est tour à tour paysanne, médecin « aux pieds nus », ouvrière dans la sidérurgie et électricienne. Par la suite, elle est étudiante en anglais, puis professeur à l'université du Sichuan.

### En Angleterre, depuis 1978
En 1978, elle quitte son pays natal pour l'Angleterre où elle mène des études à l'École des études orientales et africaines (SOAS) et à l'université d'York où elle obtient un doctorat de linguistique en 1982. 
En 1991, elle publie son autobiographie, Les Cygnes sauvages, livre vendu à plus de dix millions d'exemplaires dans le monde et traduit en vingt-huit langues.
En 2006, elle publie avec Jon Halliday une biographie de Mao Zedong intitulée Mao : l'histoire inconnue (Mao. The Unknown Story).
En 2013, elle publie L’Impératrice Cixi, la concubine qui fit entrer la Chine dans la modernité, traduit en français en 2015.

## Œuvres
- Les Cygnes sauvages (titre original : Wild Swans), 1991.
- Mao : l'histoire inconnue, avec Jon Halliday, Globalfair Ltd, 2005, traduction Gallimard, 2006.
- L’Impératrice Cixi, la concubine qui fit entrer la Chine dans la modernité, 2015.
- Les Sœurs Soong. Trois femmes de pouvoir dans la Chine du XXe siècle, Payot, 2021.